# 环珠卷管螺
环珠卷管螺（学名：Turricula nelliae spurius），是新腹足目卷管螺科裂唇螺属的一种。主要分布于印度尼西亚、中国大陆、台湾，常栖息在潮下带。